# Spilornis kinabaluensis
Spilornis kinabaluensis là một loài chim trong họ Accipitridae.
Đây là loài săn mồi được tìm thấy ở miền bắc Borneo. Loài chim này được tìm thấy ở độ cao 1.000–4.100 mét (3.300–13.500 ft) trong rừng, đặc biệt là nơi nó trở nên còi cọc. Khi phạm vi của chúng chồng lên nhau, đại bàng rắn đỉnh thường xuất hiện ở độ cao thấp hơn. 
Loài chim này bị đe dọa bởi mất môi trường sống. Tuy nhiên, chúng xuất hiện trong Vườn quốc gia Kinabalu và Vườn quốc gia Gunung Mulu. Môi trường sống ở độ cao cao của chúng thường quá xa để khai thác gỗ và nông nghiệp, làm cho một số phạm vi của nó an toàn.